# Csemege – Julius Meinl

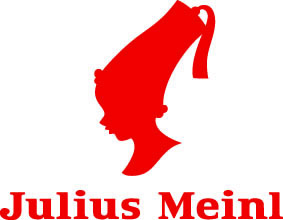
Az osztrák áruházlánc figurája 1990-ben került a csemege kosár közepére

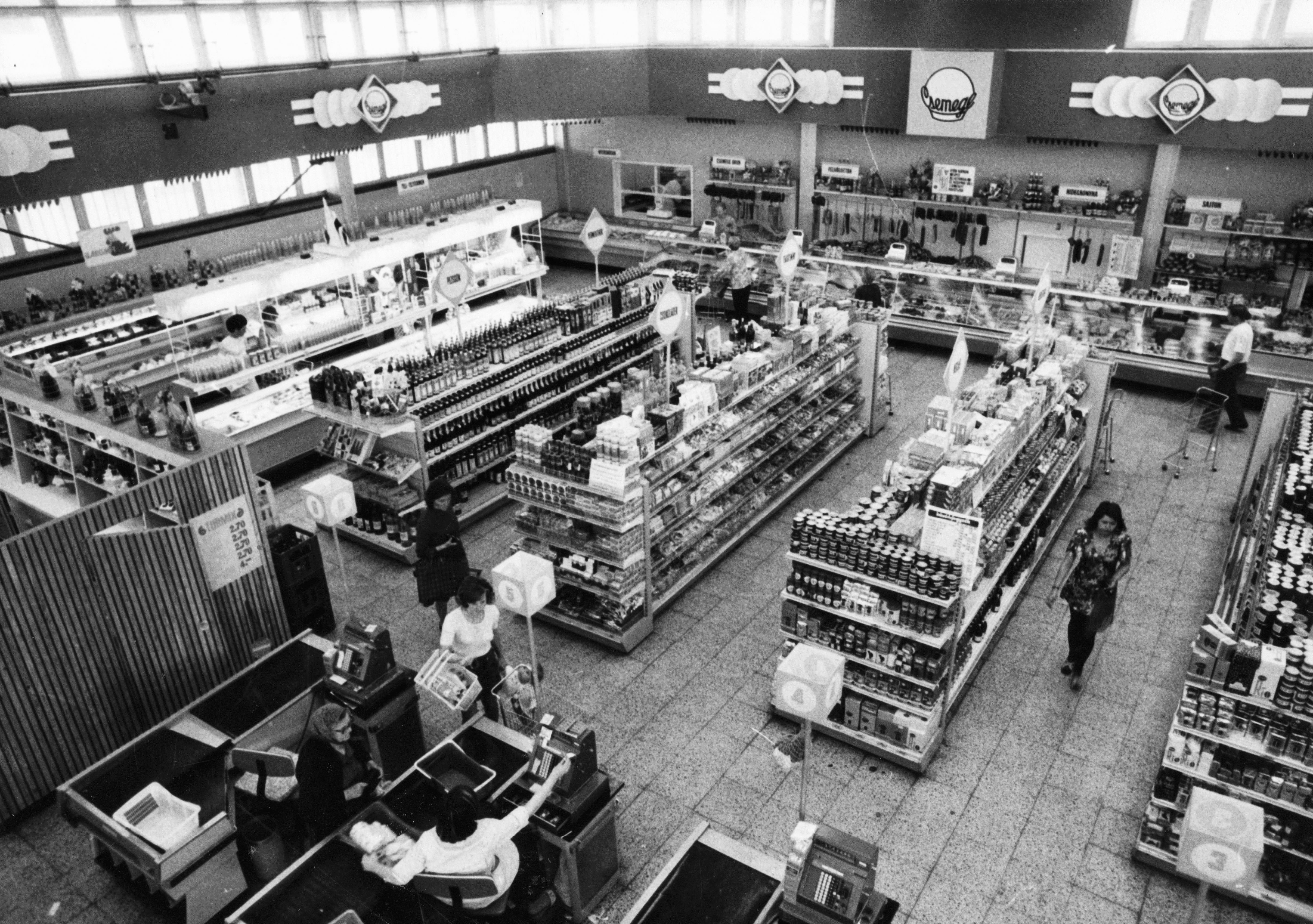
Az egyik kiskereskedelmi egység eladótere 1976-ban, benne az emlékezetes kosár alakú emblémával

A Csemege – Julius Meinl Ipari és Kereskedelmi Rt. magyar–osztrák vegyestulajdonú hazai élelmiszer-kereskedelmi cég volt.

## Története
A többgenerációs osztrák Julius Meinl családi cég első budapesti kávépörköldéje 1910-ben nyílt meg a IX. kerületi Dandár utcában. Ezt követte 1920-ban egy másik üzem a VII. kerületi István utcában, majd később egy korszerű gyártelep a Budafoki úton.
A  II. világháború után a Meinl-üzlethálózat mint német érdekeltség szovjet tulajdonba került. Miközben a cégtáblák még a Meinlt hirdették, a boltokat már a szovjet szervek látták el áruval, elsősorban közellátási cikkekkel.
1952-ben, az államosításkor a bolthálózat magyar tulajdonba került. Röviddel ezután megalapították a Csemege Kereskedelmi Vállalatot, hogy országos nagyvállalatként példaként szolgáljon a korszerű kereskedelmi módszerek és technika alkalmazásában, valamint az árukínálatban. (Ekkor vezették be a közismert kosaras logó szélesebb körű használatát.) 1964-től a 27 fővárosi ABC- és 18 Csemege-áruházával, továbbá 27 vidéki városban és a Balaton körül létesített üzlethálózatával a fővárosi Közért és a vidéki ÁFÉSZ hálózatát megelőzve az élelmiszer-kereskedelem legnagyobb vállalata lett. A nagyobb alapterületű ABC áruházak az Új gazdasági mechanizmus intézkedéseinek bevezetése idején, 1966–1967-től terjedtek el.
A Csemege Kereskedelmi Vállalat keretében 1984-től újra működött egy Meinl-részleg, de a nagy visszatérésre csak a rendszerváltás előestéjén, 1989 decemberében kerülhetett sor: a Csemege és a Julius Meinl fúziója eredményeképpen ekkor ismét Meinl-üzlet nyílhatott Budapesten. 1991 júliusában a Rákóczi út – Nagykörút sarkán, a korábbi Éjjel-Nappal helyén nyílt meg a legnagyobb hazai Meinl-üzlet, 1000 m²-es eladótérrel és 7000 árucikkel. Ezt további nagy üzletek követték. Az állami vállalat teljes bolthálózatát még ebben az évben privatizálták: a részvénytársaságban 51%-os részesedést szerzett az osztrák Meinl leányvállalata, a Julius Meinl International AG, a további tulajdonrészeken az Állami Vagyonügynökség és a helyi önkormányzatok osztoztak.
1998-ban a Meinl bejelentette, hogy Provera néven közös beszerzési láncot hoz létre a belga Delhaize-csoporttal. A Meinl a Csemege – Julius Meinl Rt-t 1999-ben e csoportnak adta el.
A Delhaize 2001-ben vásárolta meg a Meinl részesedését a Csemege Szupermarketek Rt.-ben; ekkor vette fel a Csemege-Match Rt. nevet, az általa üzemeltetett Csemege – Julius Meinl szupermarketek, Alfa raktáráruházak és Jééé diszkontok nevét pedig 2000-től Match-ra ill. Smatch-ra változtatta (alapterülettől függően).

## Székhelye
Budapest, V. Szép utca 6.